# Sint-Johanneskerk (Hamburg-Neuengamme)
De protestants-lutherse Sint-Johanneskerk (Duits: Kirche St. Johannis) in Neuengamme behoort tot de oudste nog bestaande kerken binnen het stadsgebied van Hamburg.

## Geschiedenis

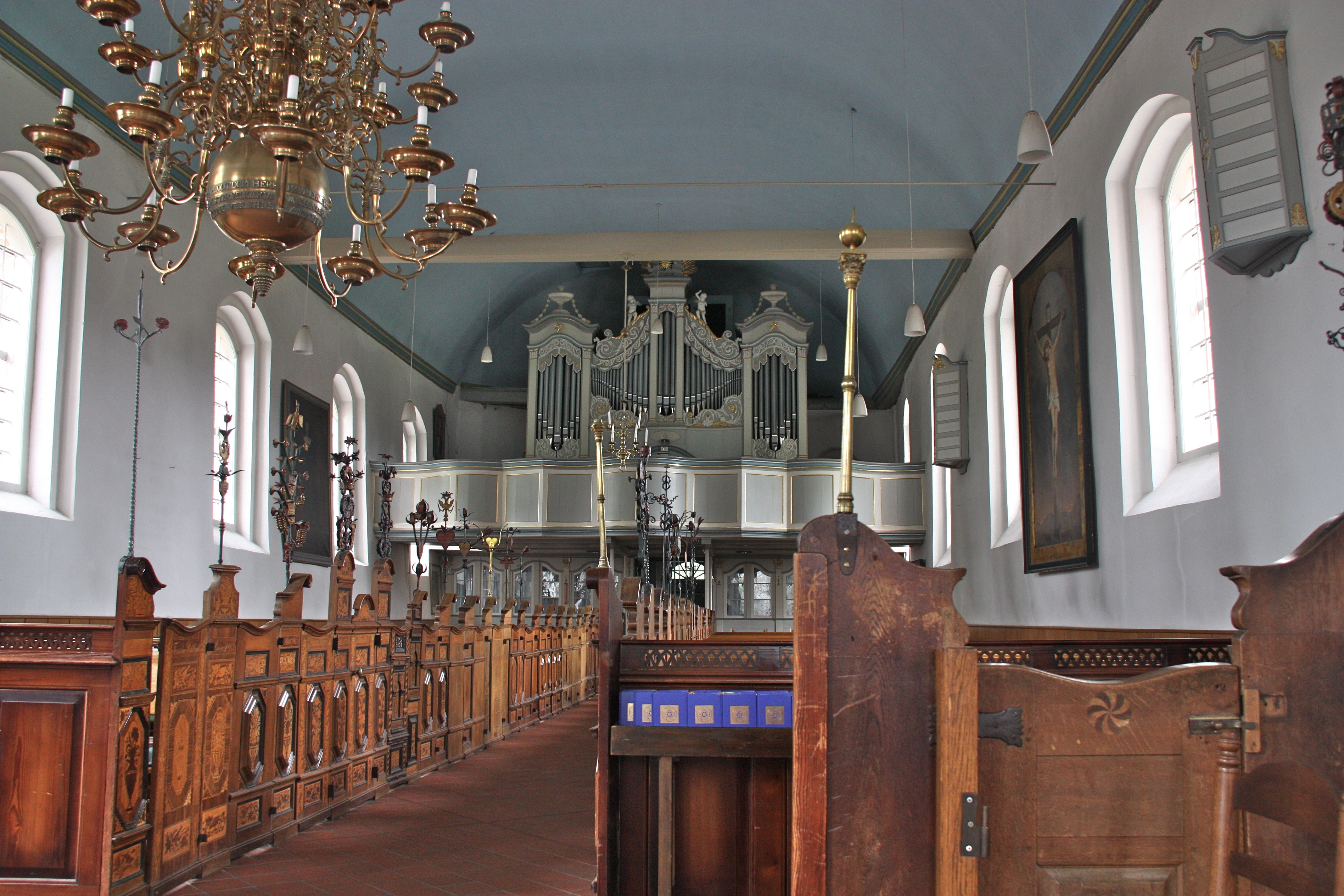
Interieur richting orgel

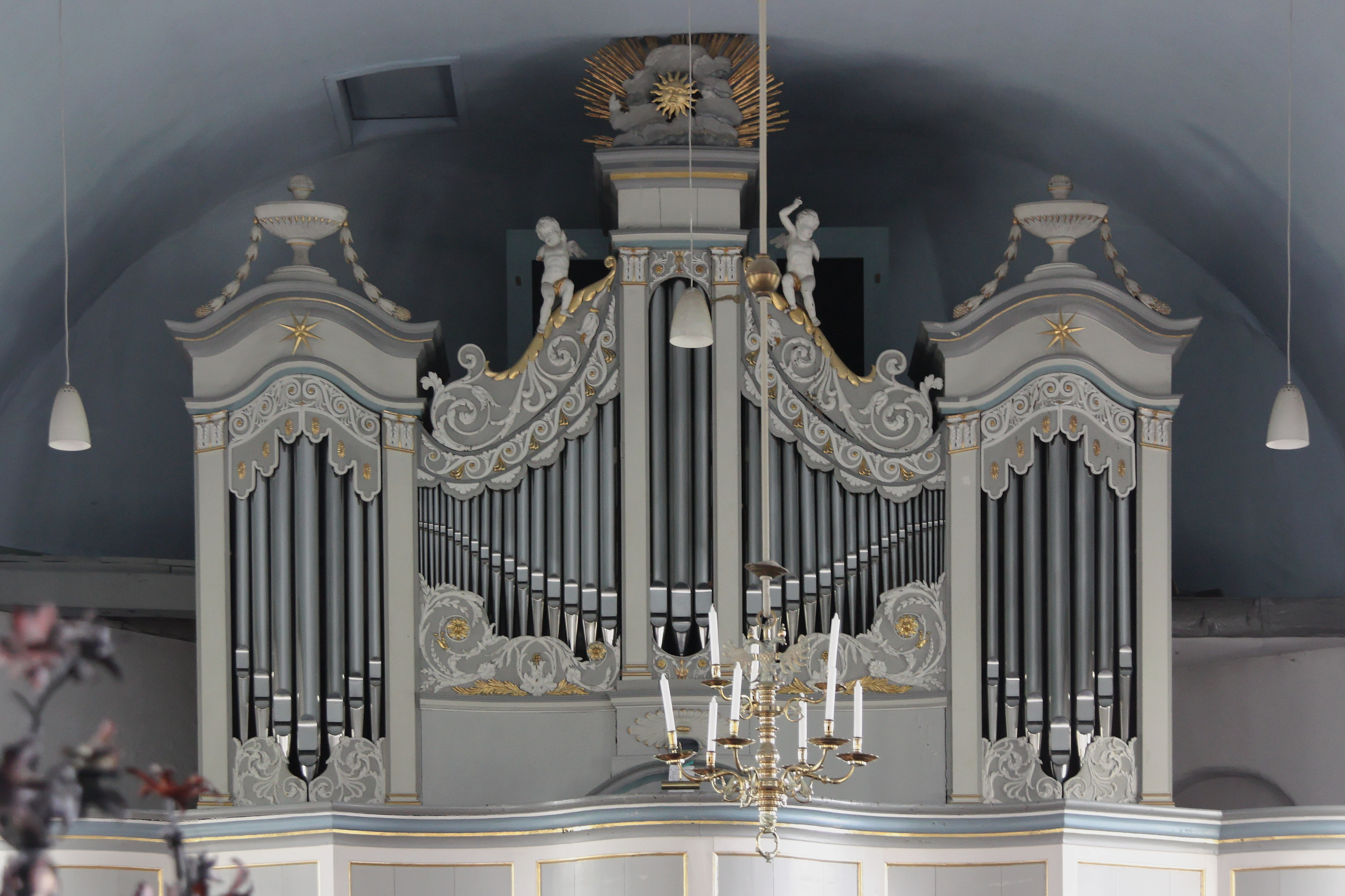
Orgel

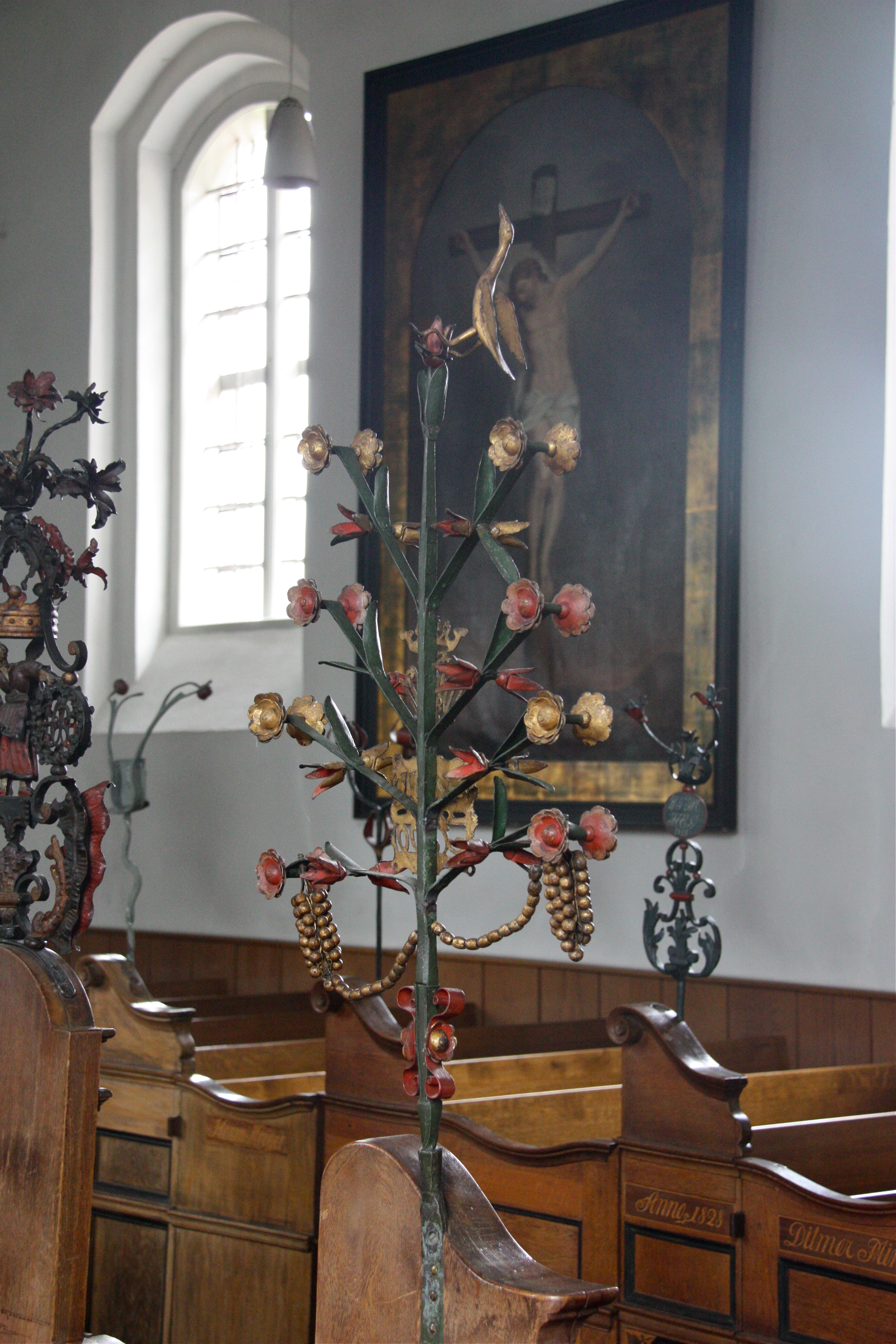
Hoedenstandaard

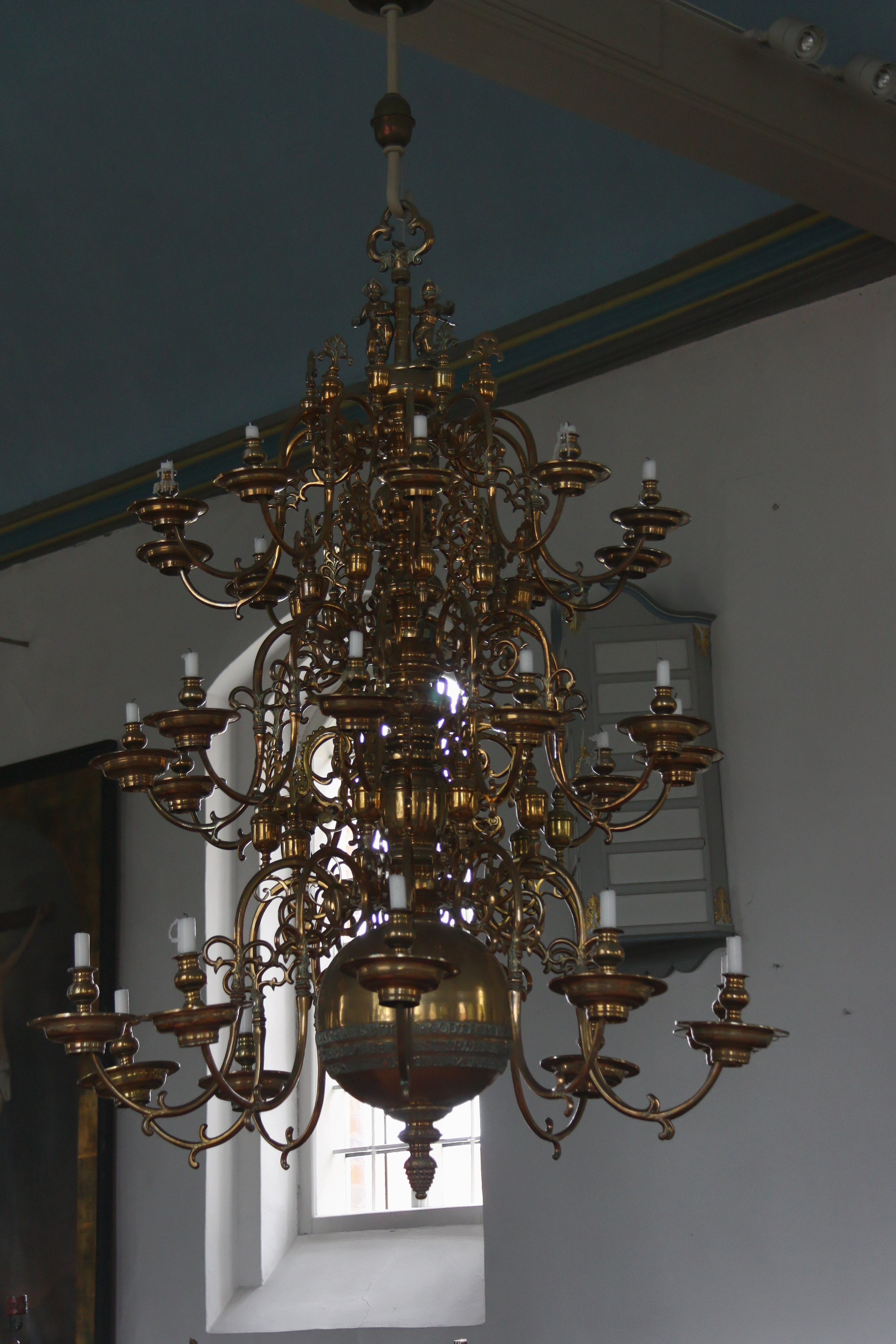
Kroonluchter

De oudst bekende vermelding van de kerk dateert uit 1261. Het kerkgebouw werd echter in de loop van de tijd herhaaldelijk verbouwd en vergroot, zodat de kerk meerdere stijlkenmerken vertegenwoordigt. De hoofdruimte is een van baksteen en graniet opgetrokken zaalkerk met een houten tongewelf. Daarnaast is er een vrijstaande houten klokkentoren aanwezig. 
In de muren van de kerk bevinden zich nog delen van het granieten muurwerk uit de 13e eeuw en een even oud bakstenen portaal in de noordelijke muur. Het gotische koor stamt waarschijnlijk uit de daarop volgende eeuw. Exactere data van de bouw zijn voor de tijd van voor de 17e eeuw niet overgeleverd. 
De kleine aanbouw van vakwerk aan de voorgevel stamt uit 1619. Zo'n aanbouw aan een kerk is kenmerkend voor de regio en wordt Brauthaus genoemd. Via het Brauthaus betreedt bij huwelijken de bruid de kerk, om zo door de hele middelgang te kunnen schrijden. De hoofdingang van de kerk, het zogenaamde paradijs, bevindt zich daarentegen aan de zijmuur van de kerk, direct voor de altaarruimte. 
De houten toren van ruim 26 meter hoog werd in 1630 gebouwd en kreeg de huidige vorm in 1750. Het bouwwerk staat geheel vrijstaand op enige meters afstand van het kerkschip, hetgeen kenmerkend is voor de streek.   
Tussen 1801 en 1803 kreeg het gebouw een houten tongewelf, werd de kerk naar het westen vergroot en het interieur in classicistische stijl veranderd. Geheel volgens de toenmalige trend kreeg de kerk rondlopende galerijen. Wegens de aantasting van houtworm werd in de 20e eeuw een renovatie van het gehele interieur steeds noodzakelijker. Om het oorspronkelijke aanzien van de ruimte te herstellen werden de classicistische galerijen en het oude altaar tussen 1956 en 1961 verwijderd en liet men dichtgemetselde gotische nissen openbreken en nieuwe vensters plaatsen. In het kader van de verbouw werd een nieuwe altaartafel geplaatst van Klaus-Jürgen Luckey. Het belangrijkste schilderij van het oude altaar, een voorstelling van de Kruisiging, hangt tegenwoordig tussen twee vensters aan de noordelijke muur.

## Interieur
Ondanks alle renovaties en veranderingen zijn de wangen van de kerkbanken uit de 17e eeuw tot de 19e eeuw bewaard gebleven. In het mannendeel hebben de banken 46 rijk versierde hoedenstandaarden.   
Opvallend is de grote kroonluchter net voor het koor met een afmeting van 1,83 meter hoogte en 1,43 meter doorsnee uit het jaar 1644. Een aanmerkelijk kleinere kroonluchter uit het jaar 1596 hangt bij de orgelgalerij.  
Op het altaar staan kandelaren uit de 16e eeuw. De grote bijbel op het altaar is van recentere datum en dateert van 1750. De huidige altaaropzet is een modern bronzen werk en werd gemaakt door Klaus-Jürgen Luckey.
Conform de traditie in de Vierlanden zijn de zitkussens voor de kerkbanken door gemeenteleden gemaakt. De oudste kussens dateren uit de 18e eeuw en werden van klederdrachtstof genaaid. Ze zijn te bezichtigen in een vitrine in de koorruimte. De patronen van de kussens in het gestoelte stammen uit de 19e eeuw, de nieuwste uit de 21e eeuw.  
Op een opvallende plaats in de zuidelijke muur bevindt zich een groot venster, waarvan de kleinere glasschijven symbolen, namen en jaartallen van de schenkers bevatten. Ook hier omvat de oorsprong meerdere eeuwen die zich uitstrekt tot de dag van vandaag.
In het bruidshuis bevinden zich twee plaquettes die ter nagedachtenis aan de twee verwoestende overstromingen van 30 januari 1741 en 8 juli 1771 herinneren.

## Klokken
In de toren hangen drie klokken. De oudste klok werd in 1461 gegoten en draagt volgens het inschrift de naam Maria. De met een doorsnee van 127 cm. grootste klok werd volgens het inschrift door Geert van Wou in opdracht van de ingezetenen Hermann Wobbe en Hans Peters gegoten. De jongste klok is een bronzen klok uit 1874 en hangt sinds 1925 in de toren van Neuengamme.

## Orgel
In 1634 werd een oorspronkelijk eenmanualig orgel gebouwd door de Duitse orgelbouwer Gottfried Fritzsche. Dit orgel werd in 1803 vergroot en op de nieuwe galerij geïnstalleerd. Vervolgens werd het orgel door meerdere bekende orgelbouwers verbouwd en gerenoveerd. Het huidige klankbeeld is het resultaat van een kostbare restauratie in 1998 door de firma Beckerath, die alles in het werk stelde om het orgel in de oorspronkelijke staat terug te brengen. In de koorruimte staat nog een klein orgel, dat in 1962 gebouwd werd door de orgelbouwfirma Führer.

## Kerkhof
De oudste grafsteen uit 1470 bevindt zich niet meer op het kerkhof, maar aan een muur van de kerk. Eveneens werden enkele grafstenen uit de 16e en 17e eeuw aan de muur bevestigd.